# Sydkorea i olympiska sommarspelen 1968
Sydkorea deltog med 54 deltagare vid de olympiska sommarspelen 1968 i Mexico City. Totalt vann de en silvermedalj och en bronsmedalj.

## Medaljer

### Silver
- Jee Yong-Ju - Boxning, lätt flugvikt.

### Brons
- Chang Kyou-Chul - Boxning, bantamvikt.